# Liste der Baudenkmale in Schwerinsdorf
Die Liste der Baudenkmale in Schwerinsdorf - Schwerinsdorf enthält die nach dem Niedersächsischen Denkmalschutzgesetz geschützten Baudenkmale in der ostfriesischen Gemeinde Schwerinsdorf.
Grundlage ist die veröffentlichte Denkmalliste des Landkreises (Stand: 25. Juli 2016).
Baudenkmale sind „im Sinne des Gesetzes Bodendenkmale, bewegliche Denkmale und Denkmale der Erdgeschichte.“
| Bild | Bezeichnung         | Lage                                                                         | Beschreibung | Bauzeit | Eingetragen seit | Denkmal- nummer |
| ---- | ------------------- | ---------------------------------------------------------------------------- | --- | ------- | ---------------- | --------------- |
| BW   | Gulfhaus (Gulfhaus) | Schwerinsdorf Schwerinsdorfer Straße 3 Flurstück: 030843-004-00058/005 Karte | Gulfhaus (Gulfhaus) Schlichter eingeschossiger Wohnteil mit Giebelkamin und einseitiger Kübbung. Wirtschaftsteil mit Klötzchenfries. Erbaut um 1900. Bedeutung: historisch, wissenschaftlich; wesentliche Begründung: 1.06 geschichtliche Bedeutung aufgrund des Zeugnis- und Schauwertes durch beispielhafte Ausprägung eines Stils und / oder Gebäudetypus; Einzeldenkmal gem. § 3.2 NDSchG | um 1900 |                  | 457019.00001    |
| BW   | Gulfhaus (Gulfhaus) | Schwerinsdorf Schwerinsdorfer Straße 9 Flurstück: 030843-004-00057/003 Karte | Gulfhaus (Gulfhaus) Schlichter eingeschossiger Wohnteil mit Giebelkamin und einseitiger Kübbung. Traufengesims. Erbaut um 1900. Bedeutung: historisch, wissenschaftlich; wesentliche Begründung: 1.06 geschichtliche Bedeutung aufgrund des Zeugnis- und Schauwertes durch beispielhafte Ausprägung eines Stils und / oder Gebäudetypus; Einzeldenkmal gem. § 3.2 NDSchG                      | um 1900 |                  | 457019.00002    |